# Herb powiatu łęczyńskiego
Herb powiatu łęczyńskiego – jeden z symboli powiatu łęczyńskiego, ustanowiony 19 grudnia 2001.

## Wygląd i symbolika
Herb przedstawia na tarczy w polu czerwonym gryfa wspiętego srebrnego ze złotym dziobem i takimiż szponami, w których lampa górnicza srebrna; nad pasem falowanym błękitnym w podstawie. Gryf pochodzi z herbu Jaksy z Miechowa, lampa górnicza do tradycji wydobywczych powiatu, natomiast wstęga symbolizuje Wieprz.